# Detvianska Huta
Detvianska Huta és un poble i municipi d'Eslovàquia que es troba a la regió de Banská Bystrica.

## Història
La primera menció escrita de la vila es remunta al 1670.

## Demografia
| Godina             | 1994 | 2004   | 2014   | 2024   |
| ------------------ | ---- | ------ | ------ | ------ |
| Nombre de persones | 820  | 756    | 704    | 689    |
| Diferència         |      | −7,80% | −6,87% | −2,13% |

| Godina             | 2023 | 2024   |
| ------------------ | ---- | ------ |
| Nombre de persones | 685  | 689    |
| Diferència         |      | +0,58% |